# 4756 Asaramas
4756 Asaramas è un asteroide della fascia principale. Scoperto nel 1950, presenta un'orbita caratterizzata da un semiasse maggiore pari a 3,0211225 UA e da un'eccentricità di 0,0583715, inclinata di 9,19337° rispetto all'eclittica.